# Apologetik
Apologetik oder Apologie (von altgriechisch ἀπολογία apología, deutsch ‚Verteidigung, Rechtfertigung‘, vgl. a. engl. to apologize) bezeichnet die Verteidigung einer (Welt-)Anschauung.

## Begriffsverwendung
Die Bezeichnung ist hergeleitet aus den Verteidigungsschriften des Platon und Xenophon.
Insbesondere hat sich die Bedeutung eingebürgert, dass die Rechtfertigung von christlichen Glaubenslehrsätzen und der Teilbereich der christlichen Theologie, in dem man sich mit der wissenschaftlich-rationalen Absicherung des Glaubens befasst, mit dem Begriff Apologetik bezeichnet wird. Eine Einschränkung auf christliche Inhalte würde jedoch eine Begriffsverengung darstellen. Wird der Begriff Apologetik etwa in marxistisch orientierten Studien gebraucht, so sollte besser von „Gesellschaftsapologetik“ gesprochen werden.
Dass der Begriff Apologetik nicht ausschließlich für christliche Inhalte reserviert ist, geht auch aus anderen Wörterbüchern mit Formulierungen wie „Verteidigung von [christlichen] Lehrsätzen“ hervor. Als Apologeten bezeichnet man literaturgeschichtlich nicht nur die ursprünglich griechischen Vertreter einer Gruppe von Schriftstellern des 2. Jahrhunderts, die sich für das Christentum einsetzten, sondern auch verallgemeinernd jeden, der für eine bestimmte Anschauung mit Nachdruck eintritt und sie verteidigt. In der katholischen Theologie wird der apologetische Bereich heute meistens Fundamentaltheologie genannt.
Die Bezeichnung „Apologetik“ wird hauptsächlich für die Verteidigung des christlichen Glaubens gegen Einwände von außen verwendet. Die Apologetik entstand unter diesem Namen als selbstständige Disziplin erst im Spätmittelalter.

## Funktionen der Apologetik
Apologetik hat drei wesentliche Funktionen. Sie will
- durch logische Argumente sowie wissenschaftliche und historische Beweise für die Wahrheit des Glaubens eintreten
- den Glauben gegen Angriffe von Kritikern verschiedener anderer Weltanschauungen und Glaubensrichtungen verteidigen
- entgegengesetzte Glaubensrichtungen oder Weltanschauungen zurückweisen

Die Funktionen der Apologetik, nämlich die vernunftgemäße Verteidigung des eigenen Glaubens und der eigenen Weltanschauung, gibt es auch in vielen anderen Religionen und Weltanschauungen, z. B. im Islam.

## Geschichtliche Entwicklung
Bereits im Neuen Testament wird von „Apologie“ gesprochen. In 1 Petr 3,15  heißt es:

„Seid stets bereit, jedem Rede und Antwort (ἀπολογίαν) zu stehen, der nach der Vernünftigkeit (λόγος) der Hoffnung fragt, die euch erfüllt.“

Das ist die klassische Belegstelle (der Locus classicus) für den Begriff Apologie oder Apologetik. In der Apostelgeschichte des Lukas wird die Auseinandersetzung des Urchristentums mit den Weltanschauungen der Umwelt sichtbar: mit der Magie (Apg 8,5-24 ), dem Polytheismus (Apg 14,8-20 ) und der griechischen Philosophie (Apg 17,16-34 ).
Im späten 2. Jahrhundert sahen christliche Apologeten wie Justin der Märtyrer, Athenagoras von Athen und Tertullian ihre Hauptaufgabe darin, den christlichen Glauben gegen Anklagen wegen illegaler Aktivitäten zu verteidigen.
Augustinus von Hippo argumentiert schon in seinen frühesten Schriften gegen den Manichäismus. Vernunftmäßige Argumente für den christlichen Glauben ziehen sich wie ein roter Faden durch seine Schriften:

„Sie irren sich sehr, die denken, dass wir an Christus glauben ohne irgendwelche Beweise betreffend Christus.“

Das Mittelalter befasste sich mit den Gottesbeweisen. Anselm von Canterbury war der Erste, der den seither viel diskutierten ontologischen Gottesbeweis aufführte. Insbesondere sein Buch Cur deus homo (Warum Gott Mensch wurde) hat eine deutlich apologetische Ausrichtung:

„Gott muss als das schlechthin vollkommene Wesen gedacht werden. […] Wäre Gott nur eine Vorstellung und nicht auch real existierend, so wäre er nicht als das schlechthin vollkommene Wesen gedacht. […] Also muss Gott auch existieren.“

Thomas von Aquin hielt diesen Gottesbeweis nicht für überzeugend, führt aber in seiner Summa theologica fünf Wege zum Gottesbeweis auf:
- Alles, was bewegt wird, muss von einem Anderen bewegt werden. Letztlich gibt es das erste Bewegende, die Ursache aller Bewegung. Das ist Gott: der unbewegte Beweger (nach Aristoteles).
- Die sichtbare Welt besteht aus Ursachen und Wirkungen. Jede Wirkung hat eine Ursache, eine Wirkung kann nicht eigene Ursache sein. Die erste wirkende Ursache ist Gott.
- Jedes kontingente Sein hat seine Ursache letztlich in einer Notwendigkeit. Jede relative Notwendigkeit hat aus einer anderen Notwendigkeit ihre Begründung. Eine Notwendigkeit ist absolut, hat die Notwendigkeit in sich selbst, das ist Gott.
- Jeder Naturkörper ist mehr oder weniger zweckvoll. Zweckvoll erschaffen kann in der sichtbaren Welt nur ein intelligentes Wesen. Die Welt selbst aber ist vom höchsten intelligenten Wesen erschaffen worden, von Gott.

Als selbständige Disziplin unter dem Namen der Apologetik entsteht die christliche Apologie erst im Zuge innerchristlicher Auseinandersetzungen und, ihrer klassischen Methodik folgend, nach wissenschaftstheoretischen Weichenstellungen des 14. Jahrhunderts.
Die mittelalterliche islamische Theologie verfolgte sowohl die eigenen wissenschaftlichen Grundlagen diskutierende (‚fundierende‘) wie gegenüber tatsächlichen oder fiktiven Anfragen verteidigende (‚apologetische‘) Anliegen in einer als Kalām bezeichneten Disziplin. Das Inventar der dabei verwendeten Begriffe und Argumente hat zahlreiche Parallelen mit vorausliegender jüdischer und christlicher Theologie, das im Kalām weiter ausgearbeitet und dann wiederum von jüdischen und christlichen Theologen des Mittelalters (Scholastik) rezipiert wird.
Apologetik war auch ein Anliegen der Reformatoren. Johannes Calvin ging davon aus, dass der christliche Glaube immer vernünftig ist. Er bestand aber auch darauf, dass der christliche Glaube oft unvernünftig scheint, weil die menschliche Vernunft durch Sünde und geistliche Täuschung beeinträchtigt ist.
Der Mathematiker Blaise Pascal wies die traditionellen Argumente für Gottes Existenz zurück und betonte den persönlichen Beziehungsaspekt des Glaubens an Jesus Christus. Er argumentierte, dass Gott genügend Beweise für die Wahrheit des Christentums gegeben habe, dass jene, welche die Wahrheit erfahren wollten, sie sehen könnten, aber er habe sich nicht in einer Weise gezeigt, dass jene, die nicht glauben wollten, zwangsweise glauben müssten. Bekannt ist Pascal für die Wette des Pascal als einladendes Argument für den christlichen Glauben (verkürzt):

„In diesem Spiel, das wir Leben nennen, muss jeder Mensch eine Wette eingehen. Bei jeder Wette gilt ein Einsatz. Der Mensch muss sein Leben entweder auf die Behauptung setzen, dass die christliche Lehre wahr ist, oder auf die Behauptung, dass sie nicht wahr ist. Wenn ein Mensch diese Wette nicht eingeht, setzt er automatisch auf die Möglichkeit, dass sie nicht wahr ist. … Angenommen, ein Mensch entscheidet sich für den christlichen Glauben: Liegt er richtig mit seiner Annahme, hat er alles zu gewinnen, liegt er falsch, hat er nichts zu verlieren. … Nehmen wir an, ein Mensch entscheidet sich gegen den christlichen Glauben: Liegt er damit richtig, hat er nichts gewonnen. Sollte er aber falsch liegen, hat er alles verloren und verbringt seine Ewigkeit in der Hölle.“

## Apologetische Ansätze
Je nachdem, worauf das Schwergewicht liegt, lassen sich folgende Ansätze unterscheiden:

### Philosophische Apologetik
Diese Apologetik basiert stark auf Vernunft und insbesondere Logik. In dieser klassischen Form der Apologetik wird nicht primär das Christentum verteidigt, sondern ein logischer, vernunftgemäßer Glaube dargestellt und abgesichert bzw. für die Vernünftigkeit des Monotheismus argumentiert. Vertreter sind insbesondere Augustinus von Hippo, Thomas von Aquin, Norman Geisler, C. S. Lewis, Wolfhart Pannenberg, William Lane Craig und Ravi Zacharias.

### Evidenz-basierte Apologetik
Diese moderne Form der Apologetik benutzt empirische und historisch nachweisbare Tatsachen, um den christlichen Glauben als plausibel darzulegen. Typische Vertreter dieser Richtung sind etwa Lee Strobel und Carsten Peter Thiede. Das Abwägen historischer Anhaltspunkte ergibt dabei „Wahrscheinlichkeit, aber nicht Sicherheit“ (Franz Graf-Stuhlhofer).

### Erfahrungs-basierte Apologetik
Diese Position geht davon aus, dass eine persönliche, existenzielle Gotteserfahrung nicht primär auf rationalen Argumenten oder empirischen Beweisen gründen kann. Die existenziellen religiösen Sehnsüchte des Menschen können im Christentum als einer „Beziehungs-Religion“ erfüllt werden, und das geschieht durch die persönliche Erfahrung. Diese wurde bereits von Søren Kierkegaard betont. Und Ole Hallesby beschreibt die Rolle der Erfahrung auf dem Weg zum Christwerden. Solche Erfahrung muss nicht im Gegensatz zu verstandesmäßig nachvollziehbaren Argumenten stehen, sondern ergänzt diese.

## Institutionalisierte Apologetik
Das Anliegen der Aufklärung über sogenannte „Sekten“ führte zur Gründung kirchlicher Stellen. Die Evangelische Kirche in Deutschland gründete 1921 eine Apologetische Centrale in Berlin, geleitet von Walter Künneth. Ihre Nachfolgeorganisation war die 1960 in Stuttgart gegründete Evangelische Zentralstelle für Weltanschauungsfragen, geleitet von Kurt Hutten. In Deutschland tätige Religionsgemeinschaften werden beobachtet und aus kirchlicher Sicht bewertet, wobei auf theologisch oder psychologisch Problematisches hingewiesen wird. Der Begriff „Apologetik“ wurde für dieses Anliegen auch in einer Buchreihe der 1990er Jahre aufgegriffen, nämlich in der von Werner Thiede herausgegebenen Reihe Apologetische Themen.
Die Beschäftigung mit Sondergemeinschaften führt manchmal auch zur Selbstkritik von Kirchen. Kurt Hutten sprach von einem „Amt“, „das Gott auch den Sekten gegeben hat“. Denn diese machen auf Lücken in der kirchlichen Verkündigung sowie auf Mängel in der kirchlichen Praxis aufmerksam. Franz Graf-Stuhlhofer beschreibt die „Selbsthinterfragung als Kirche angesichts der Sekten“, „Lernprozesse durch Begegnungen mit Sektenmitgliedern“ sowie „Theologische Einsichten durch Beobachtung der Sekten-Szene“.

## Zitate
Joseph Ratzinger betont die Bedeutung der Heiligen und der Kunst: „Die einzig wirkliche Apologie des Christentums kann sich auf zwei Argumente beschränken: die Heiligen, die die Kirche hervorgebracht hat, und die Kunst, die in ihrem Schoß gewachsen ist. Der Herr ist durch die Großartigkeit der Heiligkeit und der Kunst, die in der gläubigen Gemeinde entstanden sind, eher beglaubigt als durch die gescheiten Ausflüchte, die die Apologetik zur Rechtfertigung der dunklen Seiten erarbeitet hat, an denen die menschliche Geschichte der Kirche leider so reich ist.“

### Handbücher und Nachschlagewerke
- Norman Geisler: Baker Encyclopedia of Christian Apologetics, 2000, ISBN 0-8010-2151-0.
- Campbell Campbell-Jack (Hrsg.): New dictionary of Christian apologetics Leicester: Inter-Varsity Press 2006. ISBN 978-0-8308-2451-9.
- Peter Kreeft, Ronald K. Tacelli: Handbook of Christian Apologetics. Hundreds of Answers to Crucial Questions. InterVarsity Press, Downers Grove (Illinois) 1994 (406 S.)
- Theologische Realenzyklopädie, Bd. 3, 1978, S. 371–429: Art. Apologetik (I. Alte Kirche, II. Neuzeit, III. Praktisch-theologisch).

### Apologetik in der Geschichte

#### Frühchristliche Apologetik
- Sonja Ackermann: Christliche Apologetik und heidnische Philosophie im Streit um das Alte Testament (= Stuttgarter biblische Beiträge, Bd. 36). Katholisches Bibelwerk, Stuttgart 1997, ISBN 3-460-00361-8.
- Johannes Bernard: Die apologetische Methode bei Klemens von Alexandrien. Apologetik als Entfaltung der Theologie (= Erfurter Theologische Studien, Bd. 21). St. Benno, Leipzig 1968.
- Norbert Brox und andere (Hrsg.): Kommentar zu frühchristlichen Apologeten (KfA), 12 Bände und 2 Ergänzungsbände. Herder, Freiburg 2001–2019.
- Michael Fiedrowicz: Apologie im frühen Christentum. Die Kontroverse um den christlichen Wahrheitsanspruch in den ersten Jahrhunderten. Schöningh, Paderborn 20012; ISBN 3-506-72733-8.
- Robert M. Grant: Greek apologists of the second century. Westminster Press, Philadelphia 1988, ISBN 0-664-21915-2.
- Johann Evangelist Hafner: Selbstdefinition des Christentums. Ein systemtheoretischer Zugang zur frühchristlichen Ausgrenzung der Gnosis. Herder, Freiburg 2003, ISBN 3-451-28073-6.
- Christoph Schubert (Hrsg.): Ad veram religionem reformare. Frühchristliche Apologetik zwischen Anspruch und Wirklichkeit. Universitätsbund Erlangen-Nürnberg / Universitätsbibliothek Erlangen, Erlangen 2006, ISBN 3-930357-74-7.

#### Mittelalterliche und frühneuzeitliche Apologetik
- Albert Lang: Die Entfaltung des apologetischen Problems in der Scholastik des Mittelalters. Freiburg: Herder 1962.
- Eugen Seiterich: Die Glaubwürdigkeitserkenntnis: eine theologische Untersuchung zur Grundlegung der Apologetik. Heidelberg: Kerle 1948.

#### Spätneuzeitliche Apologetik
- Franz Delitzsch: System der christlichen Apologetik. Leipzig: Dörffling & Franke 1869.
- Friedrich Schleiermacher: Über die Religion. Reden an die Gebildeten unter ihren Verächtern (1799); Stuttgart: Reclam 1997, Reclams UB 8313 (ISBN 3-15-008313-3); Stuttgart: Brockhaus, 8. Auflage, 2002, UTB S 1655 (ISBN 3-8252-1655-1); Berlin u. a.: de Gruyter 2001 (ISBN 3-11-017267-4).
- Anton Seitz: Natürliche Religionsbegründung: eine grundlegende Apologetik. Regensburg: Manz, 1914.

### Reflexion über Apologetik
- Kurt Aland: Apologie der Apologetik: zur Haltung und Aufgabe evangelischen Christentums in den Auseinandersetzungen der Gegenwart. Berlin: Christlicher Zeitschriftenverlag 1948.
- Heinrich Ott: Apologetik des Glaubens: Grundprobleme einer dialogischen Fundamentaltheologie. Wiss. Buchges., Darmstadt 1994, ISBN 3-534-12328-X.
- Michael Roth: Gott im Widerspruch? Möglichkeiten und Grenzen der theologischen Apologetik. de Gruyter, Berlin-New York 2002, ISBN 3-11-017377-8.
- Yossef Schwartz (Hrsg.): Religious apologetics – philosophical argumentation. Mohr Siebeck, Tübingen 2004, ISBN 3-16-148310-3.

### Argumentation für den christlichen Glauben

#### Apologetische Orientierung
- Franz Graf-Stuhlhofer: Christliche Bücher kritisch lesen. Ein Lehr- und Arbeitsbuch zum Trainieren der eigenen Urteilsfähigkeit anhand von Auszügen aus konservativen evangelischen Sachbüchern (Theologisches Lehr- und Studienmaterial, 26). VKW, Bonn 2008 (behandelt Stärken und Schwächen apologetischer Literatur).
- Stephan Holthaus: Apologetik. Eine Einführung in die Verteidigung des christlichen Glaubens. Edition fth. Jota, Hammerbrücke 2009, ISBN 978-3-935707-60-2.
- Oliver Lutz: Keine Angst vor kritischen Fragen. Apologetik ganz praktisch. Bruderhand-Medien, 2019, ISBN 978-3-944337-07-4.
- Alister McGrath: Mere Apologetics: How to Help Seekers and Skeptics Find Faith. Baker Books, 2012, ISBN 978-1-4412-3583-1 (Insbesondere zur Theodizee-Frage)

#### Apologetische Klassiker
- C. S. Lewis: Pardon, ich bin Christ. 1942 u.ö., ISBN 3-7655-3150-2.
- Bernard L. Ramm: Ein christlicher Appell an die Vernunft (amerikanisches Original: The God Who Makes A Difference). ICI, Asslar 1995 (hauptsächlich über Existenz Gottes).

#### Neuere apologetische Entwürfe
- Kenneth Boa, Robert Bowman: Faith Has Its Reasons: Integrative Approaches to Defending the Christian Faith, Navpress Publishing Group, 2001, ISBN 978-1-57683-143-4.
- Matthias Clausen: Ich denke, also bin ich hier falsch? Glauben für Auf- und Abgeklärte. Gerth Medien, 2011, ISBN 978-3-86591-588-7.
- William Lane Craig: Reasonable Faith: Christian Truth and Apologetics. Crossway Books, Wheaton, 2008, ISBN 978-1-4335-0115-9.
- Brian Hebblethwaite: In defence of Christianity. Oxford University Press 2005, ISBN 0-19-927679-X.
- Timothy Keller: Warum Gott? Vernünftiger Glaube oder Irrlicht der Menschheit? Brunnen Verlag, Gießen 2010, ISBN 978-3-7655-1766-2.
- Walter Kern, Jörg Splett (Hrsg.): Warum Glauben? Begründung und Verteidigung des Glaubens in neununddreißig Thesen. Echter-Verl., Würzburg 1961.
- Manfred Lütz: Gott. Eine kleine Geschichte des Größten. Pattloch Verlag, München 2007, ISBN 978-3-629-02158-8.
- Alvin Plantinga: Warranted Christian belief. Oxford Univ. Press, New York u. a. 2000, ISBN 0-19-513192-4.
- Stephan Lange: Begründet glauben. Denkangebote für Skeptiker und Glaubende. Neukirchener Verlagsgesellschaft, Neukirchen-Vluyn 2017. ISBN 978-3-7615-6432-5.
- Matthias Clausen, Alexander Fink, Andreas Gerstacker, Thomas Giebel, Stephan Lange: Frag los. 50 Antworten für Skeptiker und Glaubende. Neukirchener Verlagsgesellschaft 2021, ISBN 978-3-7615-6762-3.

#### Apologetische Weblogs
- iguw.de Institut für Glaube und Wissenschaft
- begruendet-glauben.org Begründet glauben
- mitdenkend.de Glaube – Naiv, zu schön, zu simpel? – Denkangebote zu ‚Gott & Glaube‘
- reasonablefaith.org   Reasonable Faith
- crossexamined.org  CrossExamined